# Tías (Lanzarote)
Tías es una localidad y municipio español perteneciente a la isla de Lanzarote, en la provincia de Las Palmas, comunidad autónoma de Canarias. A orillas del océano Atlántico, este municipio limita con los de Yaiza, Tinajo y San Bartolomé.

## Geografía

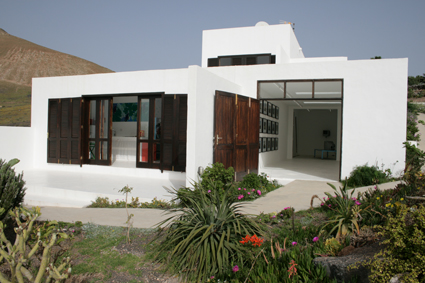
Sala de exposiciones El Taller de Arte

El territorio de la capital municipal de Tías se levanta en la suave ladera del cono volcánico de Montaña Blanca y sus casas se colocan escalonadas sobre la misma, presidida por la iglesia Nuestra Señora de La Candelaria.
Además de la capital municipal, la villa de Tías, el principal núcleo poblacional y económico del municipio es Puerto del Carmen, uno de los centros turísticos más importantes de la isla. De hecho, Puerto del Carmen, con una población de algo más de 11 000 habitantes, supera a la propia villa, que tiene algo más de 6000. Otros pagos del municipio son: La Asomada, Mácher, Conil, Masdache y Vega de Tegoyo, todos ellos con menos de 1000 habitantes.
| Noroeste: Tinajo y Yaiza          | Norte: San Bartolomé y Tinajo | Noreste: San Bartolomé                 |
| Oeste: Yaiza                      |                               | Este: San Bartolomé y Océano Atlántico |
| Sudoeste Yaiza y Océano Atlántico | Sur: Océano Atlántico         | Sudeste: Océano Atlántico              |

## Demografía
Tías cuenta con una población de 21 462 habitantes (INE 2024).
| Gráfica de evolución demográfica de Tías entre 1842 y 2021                                                          |
| |
| Población de derecho según los censos de población del INE Población de hecho según los censos de población del INE |

| Nacionalidad | Hombres | Mujeres | Total  | %      | Proporción |
| ------------ | ------- | ------- | ------ | ------ | ---------- |
| Española     | 6615    | 6340    | 12 955 | 61.4 % |            |
| Extranjera   | 4109    | 4019    | 8128   | 38.5 % |            |

## Administración y política
Actualmente el municipio se encuentra gobernado por una coalición entre el Partido Socialista Obrero Español y Unidas Sí Podemos, con José Juan Cruz Saavedra a la cabeza del ayuntamiento desde 2019. Así pues, el ayuntamiento se compone por un alcalde-presidente y 20 concejales.
| Partido político                             | 2023  | 2023  | 2023       | 2019  | 2019  | 2019       | 2015  | 2015  | 2015       | 2011  | 2011  | 2011       | 2007  | 2007  | 2007       |
| Partido político                             | %     | Votos | Concejales | %     | Votos | Concejales | %     | Votos | Concejales | %     | Votos | Concejales | %     | Votos | Concejales |
| Partido Socialista Obrero Español (PSOE)     | 42,29 | 2458  | 10         | 33,91 | 1979  | 9          | 21,33 | 1141  | 4          | 34,85 | 1817  | 7          | 42,65 | 2207  | 8          |
| Partido Popular (PP)                         | 28,32 | 1646  | 7          | 35,45 | 2069  | 9          | 40,64 | 2174  | 8          | 41,35 | 2156  | 8          | 36,29 | 1878  | 7          |
| Coalición Canaria (CC)                       | 9,51  | 553   | 2          | 6,90  | 403   | 1          | 5,29  | 283   | 1          | 8,69  | 453   | 1          | 6,59  | 341   | 1          |
| Podemos-Izquierda Unida (IU)                 | 5,55  | 323   | 1          | 5,58  | 326   | 1          | 2,77  | 148   | 0          | –     | –     | –          | –     | –     | –          |
| Vox                                          | 5,16  | 300   | 1          | 1,83  | 107   | 0          | –     | –     | –          | –     | –     | –          | –     | –     | –          |
| San Borondón (SB)                            | 4,26  | 248   | 0          | –     | –     | –          | 5,89  | 315   | 1          | 6,75  | 352   | 1          | –     | –     | –          |
| Nueva Canarias (NC)                          | 3,33  | 194   | 0          | 2,19  | 128   | 0          | 10,97 | 587   | 2          | 2,44  | 127   | 0          | 2,42  | 125   | 0          |
| Lanzarote Avanza (LAVA)                      | –     | –     | –          | 6,51  | 380   | 1          | –     | –     | –          | –     | –     | –          | –     | –     | –          |
| Ganemos                                      | –     | –     | –          | –     | –     | –          | 7,35  | 393   | 1          | –     | –     | –          | –     | –     | –          |
| Partido de Independientes de Lanzarote (PIL) | –     | –     | –          | –     | –     | –          | 1,78  | 95    | 0          | 3,11  | 162   | 0          | 5,14  | 266   | 1          |

## Localidades hermanadas
- Adeje, España
- Azinhaga, Portugal
- Castril, España
- Llanes, España

## Personas destacados
- José Saramago (1922-2010), escritor, Premio Nobel de Literatura
- Alberto Vázquez-Figueroa (1936), escritor

Por otro lado, el escritor portugués José Saramago se instaló en Tías en 1993 donde escribió algunas de sus obras como Ensayo sobre la ceguera (1995) y todas sus sucesivas. Falleció en Tías el 18 de junio de 2010, víctima de leucemia.
José Saramago es homenajeado en la localidad con una escultura de casi cinco metros realizada en acero, colocada en la glorieta que da acceso a A Casa José Saramago, sede de la Fundación José Saramago en Lanzarote. La obra representa un olivo hecho con las letras iniciales de José Saramago. La escultura, inaugurada el 15 de junio de 2013, tiene autoría de José Perdomo y se basa en el diseño de Esther Viña, ambos creadores del logotipo de A Casa de José Saramago de Tías.